# Птиците (Дафни дю Морие)
„Птиците“ е сборник с разкази на ужаса на Дафни дю Морие, по чиито сценарий са направени едни от най-големите филми на ХХ век на режисьора Алфред Хичкок.

## Птиците

### Разказът
За първи път новелата е публикувана през 1952 година в антологията, наречена „Ябълковото дърво“ (The Apple Tree). Историята разказва за земеделец, чието семейство, както и всички местни хора, са атакувани от рояк птици със самоубийствени наклонности. Действието се развива в родното графство на Морие Корнуол, скоро след края на Втора световна война. В края на историята става ясно, че цяла Англия е под въздушна атака.

### Бекграунд
Авторката вижда мъж, който оре полето, докато над него кръжат чайки, и създава на базата на това история, в която птиците стават все по враждебни и нападателни. Вдъхновена от тихия, спокоен живот в Корнуол, историята се смята за метафора на въздушните атаки по време на Втората световна война, по-конкретно на тази, известна като The Blitz.

### Сюжет
В малък крайбрежен град в началото на декември се случва краткотрайно, но внезапно застудяване. Ветеранът от войните Нат Нокен работи за един фермер, когато забелязва голям брой странно държащи се птици да кръжат над полуострова, където живее семейството му. Той приписва това на рязкото настъпване на зимата, но по-късно през нощта чува почукване на прозореца на спалнята си и неочаквано се сблъсква с птица, която кълве ръката му и му причинява рана. С течение на нощта птиците се увеличават, особено тези, които създават шум в спалнята на децата му, но си тръгват на зазоряване. Нат уверява съпругата си, че странното им поведение се дължи на промяната във времето.
На следващия ден Нат разказва историята на колегите си, но те не му обръщат особено внимание. Когато по-късно той отива на плажа, забелязва чайки, наредени в дълга линия, очакващи идването на прилива. Щом се прибира вкъщи, неговите опасения от враждебното поведение на птиците се увеличават, защото чува по радиото новини за масово прелитане на птици над Англия, при което има няколко ранени. Когато Нат забелязва очакващите прилива птици, той решава да закове прозорците и комина на къщата си като предпазна мярка.
Той бърза да прибере дъщеря си Джил от спирката, за да я предпази. На връщане Нат среща своя шеф, мистър Триг, с колата му и го убеждава да закара Джил вкъщи. Мистър Триг весело съобщава, че не е обезпокоен от поведението на пернатите и че възнамерява да стреля по тях за забавление. Той отправя покана към Нат да се присъедини, но ветеранът отказва, продължавайки пътя си към вкъщи с мисълта, че стрелбата по тях ще бъде безполезна. Точно преди да стигне до вкъщи, чайките се спускат и го нападат с клюновете си, но Нат успява да достигне до вратата с минимални поражения.
Скоро след това масивни ята от птици нападат. По радио ВВС обявяват извънредна ситуация и съветват хората да не напускат домовете си. След това, поради „безпрецедентната природа на ситуацията“, радиото съобщава, че прекратява излъчването си до сутринта. В името на безопасността Нат настанява семейството си в кухнята за нощта. Докато вечерят обаче, се чуват звуци, подобни на прелитащи самолети, последвани от звук на разбиващ се самолет. След това атаките на птиците отслабват и Нат предполага, че те ще бъдат толкова агресивни само при особено силен прилив.
На следващата сутрин обаче радиопредаванията не са възстановени. Ятата се оттеглят и Нат решава да събере провизии от своите съседи. Навън той открива купища мъртви птици – тези, които са още живи, се взират в него отдалеч. Нат отива във фермата, където работи, и открива там мистър и мисис Триг, както и Джим, друг техен работник, мъртви. По-късно Нат попада и на тялото на пощаджията на пътя и скоро осъзнава, че всичките му съседи са убити от птиците.
Нат се прибира вкъщи със събраните провизии, но скоро след това чайките нападат отново. Сякаш се намира под обстрел и очаква смъртта си, Нат изпушва последната си цигара и хвърля кутията в огъня, наблюдавайки горенето ѝ.

## Други разкази в сборника

### Сега не гледай
Джон и жена му Лора са изгубили дъщеря си и са във Венеция, за да се разсеят от трагедията. Там срещат две жени – близначки, едната от които е сляпа, но твърдят, че са медиуми и могат да се свържат с духа на момиченцето. Лора е обсебена от тях и постепенно се отчуждава от съпруга си, за да е с тях и да говори с мъртвото си дете. Джон ги намразва и ги обвинява в отвличане, когато вижда Лора с тях, въпреки че са се разбрали да се прибере при другото си болно дете. Оказва се, че жените не са виновни и Джон също е медиум, който вижда в бъдещето. Накрая е убит от джудже-изрод.

### Конвоят
По време на война, търговски кораб е в открито море и е заплашван да бъде потопен от подводница. В критичния момент, главният герой вижда конвой, който обещава да ги съпроводи и да ги спаси, но дали е истински конвой, плод на въображението или нещо, непринадлежащо на този свят?

### Миг
Госпожа Елис е вдовица, с дъщеря Сюзан, която учи далеч. Един ден излиза на разходка и като се прибира, вижда, че в къщата и са се настанили хора, опразнили са я и си мислят, че те са собствениците. Елис съобщава в полицията, но никой не и вярва. Лудостта обзема всички. Дали всъщност не е попаднала в паралелна вселена или е била блъсната от кола, мъртва, блуждаеща във времето и застинала на едно място. Смята, че дъщеря и е още малка, а всъщност са минали много години и тя вече е семейна, грижеща се за малкото си дете.

### Целуни ме още веднъж, страннико
Млад мъж отива на кино и се залюбва с разпоредителката. Излизат една вечер на разходка и тя го води на гробищата, почти накрая на града, пътуват с автобус до последната спирка. Тя е сираче, странна, той и купува пръстен с намерение да и предложи. На другия ден отива пак в киното, но момичето има заместничка, която казва, че днес не е идвала на работа. Мъжът вижда новина във вестника, че е станало убийство на мястото, на което предната вечер са били заедно с нея и че тя е убийца.

### Сини лещи
Марда Уест претърпява операция на очите, и след като и слагат лещи, тя вижда хората около себе си с глави на ужасяващи животни – сестрата е крава, мъжът и – лешояд, други котенца, змии, жаби. Тя живее в непрекъснат ужас, и когато и сменят лещите, докторите мислят, че са притискали някакъв нерв, което я е побърквало. Сега вече всичко изглежда наред, но дали тя няма да продължава да вижда тяхната истинска същност – хората са озверели и са се превърнали в чудовища, а градът – в джунгла със зверове.

### La sainte vierge
Мари е лудо влюбена в Жан и се страхува, че ще излезе в отрито море и бурята ще разруши лодката им. Тя много се притеснява и отива в една стара църква да се помоли на Богородица да бди над Жан. Така и става, девата и дава знак, че е чула молитвата, но Жан всъщност е женкар и се заглежда по сестрата на Жак рибаря.

### Гафът
Шеф и служител си говорят и служителят разказва как е бил измамен от момиче, което среща една вечер на улицата. Лъже го, че няма пари и че е от друг, далечен град и той я кани в дома си, но когато се събужда сутринта, нея я няма и апартаментът е обран. Шефът ще се жени и твърди, че неговата жена не е като крадлата, но когато се виждат, се оказва, че те вече се познават...

### Монте Верита
Това е един непристъпен връх на планината, с крепост, в която живеят само призвани хора, предимно жени. В селото долу хората живеят в страх, че когато някой отиде на върха, не се връща. Ана, жената на Виктор също е призвана и в продължение на 26 години живее там, без да остарява, в пълна хармония със света. Ана е красавица, в която и двамата приятели се влюбват, но тя избира Виктор. Една вечер, докато той спи, тя се качва на планината и остава там до края. Първо смята, че там е рай, но накрая на разказа тя е болна от проказа, а много други жители на МВ са умрели вече, въпреки първоначалната идея, че там не остаряват и не умират. Други жени от селото също изчезват и хората се амбицират да се изкачат и да избият сектата, която живее на върха. Виктор е на смъртно легло и моли приятеля си да се качи, за да предупреди Ана за опасността. Така и става, той се изкачва, дори е приет вътре и вижда всичко, но тя го уверява, че никой не може да ги нарани. Оказва се, че Ана го е повикала след 26 години, като прави така, че самолетът им да аварира близо до мястото. Приятелят на Виктор се връща в селото, предал посланието на Ана, но тя отказва да приеме и него за съпруг, иска да остане в крепостта на върха. Когато се прибира в селото, мъжете вече се готвят да тръгнат, за да се разправят със сектантите, които крадат жените и дъщерите им.

## Филмът
Алфред Хичкок режисира филма с едноименното заглавие през 1963 година. Филмът представя поредица от неочаквани враждебни нападения на птици над хора в Калифорния в рамките на няколко дни. В екранизацията участват Род Тейлър и Типи Хедрен в първия ѝ дебют, както и актьорите Джесика Тенди, Сюзан Плешет и Вероника Картрайт. Автор на сценария е Евън Хантер, на когото Хичкок казва да развие нови персонажи и да направи историята по-подробна, запазвайки заглавието на Морие и концепцията за нападения на птици.
През 2016 година филмът е сметнат за „културно, исторически и естетически значим“ от американската Library of Congress и е включен в регистъра за опазване на филми.

### Сюжет
Мелъни Даниелс (Типи Хедрен), младо момиче от висшето общество, познато с колоритния си характер, среща адвоката Мич Бренър (Род Тейлър) в магазин за птици в Сан Франциско. Той искал да купи двойка папагали за рождения ден на сестра си, но в магазина не разполагат с такива. Виждал е Мелани преди в съда, когато веднъж нейното безотговорно поведение е довело до счупване на прозорец, но тя не го познава. Привлечен от нея, той устройва шега, преструвайки се, че я бърка с продавачка. Когато открива това, тя се разгневява, макар че тя самата също обича да устройва такива шеги. Увлечена, тя открива неговия адрес, купува двойка папагали и отива да му ги донесе. Откривайки, че той не е там, тя оставя кафеза в къщата на Бренър с бележка. Той я забелязва на брега, където тя е атакувана от чайки, и я кани на вечеря, на която тя с колебание се съгласява.
Мелъни опознава Мич, неговата майка Лидия (Джесика Тенди) и по-малката му сестра Кати (Вероника Картрайд). Тя също става приятелка с местната учителка Ани (Сюзан Плешет), която е бивша приятелка на Мич. Когато веднъж прекарва нощта в къщата на Ани, те са обезпокоени от силен тъп звук – една чайка се е самоубила, блъскайки се във входната врата. На рождения ден на Кати на следващия ден гостите са посрещнати от чайки. На следващата вечер врабчета нахлуват в къщата на Бренър през комина. Лидия, която е вдовица, но все още се грижи за цялото стопанство, отива на визита при съседен фермер, за да обсъди необичайното поведение на нейните пилета, но открива трупа му с изкълвани от множество птици очи. Тя побягва с ужас. След като Мелъни и Мич я успокояват, тя изразява загрижеността си за безопасността на Кати в училище. Мелъни отива там и изчаква часовете да свършат, не знаейки, че голямо ято гарвани кръжат над близката площадка. Когато вижда окупирания от птиците салон, тя предупреждава Ани и те евакуират децата. Възбудените птици нападат тълпата, наранявайки няколко деца.
Мелъни среща Мич в местен ресторант, където няколко от посетителите споделят своите преживявания с агресивните птици. Един аматьор орнитолог се съмнява в новините и спори с Мелъни за тях. Скоро след това птиците започват да нападат хора извън ресторанта, зашеметявайки един от работниците на бензиностанцията, докато той пълни кола с гориво. Горивото се разлива на улицата. Един от хората, които стоят наблизо, се опитва да си запали цигара и възпламенява горивото, което го изпепелява. Експлозията привлича ята чайки, които започват да се трупат около хората, които се опитват да потушат пожара. Мелъни е принудена да търси убежище в една телефонна будка. Когато Мич я спасява, те се връщат в ресторанта, където Мелъни е обвинена, че е предизвикала атаките, които са започнали с нейното идване. Двойката се връща в къщата на Ани само за да открие, че тя е била убита от гарваните, докато се е опитвала да спаси Кати.
Мелъни и семейство Бренър търсят убежище в дома на семейството. Къщата е атакувана от множество ята от различни видове птици, които на няколко пъти почти успяват да проникнат вътре през барикадираните врати и прозорци. През нощта Мелъни чува звука от пляскащи криле, но не иска да безпокои съня на останалите. Тя отива в кухнята и вижда, че папагалчетата са спокойни. Осъзнавайки, че звуците идват отгоре, тя внимателно се покатерва по стълбището и влиза в стаята на Кати, където вижда, че птиците са нахлули през покрива. Те агресивно я нападат, докато Мич не се появява да я спаси. Тя е много лошо ранена и Мич настоява, че трябва да я откарат до болницата и предлага да карат до Сан Франциско. Когато поглежда, навън вече се съмва и море от птици кръжи злобно около къщата на Бренър, докато той подготвя бягството им. Радиото съобщава, че атаките на птиците се разпространяват и предполага, че военните ще трябва да се намесят, защото местните власти не са в състояние да се справят с необяснимите нападения. В последната сцена се вижда колата, в която са Мелъни, семейство Бренърс и папагалите, бавно да си пробива път през пейзажа, в който хиляди птици злокобно кръжат.

### Продукцията
На 18 август 1961 г. жителите на град Капитолия в Калифорния се събуждат, за да открият, че улиците са покрити с мъртви птици. Новините предполагат отравяне с киселина. Според местния вестник Santa Cruz Sentinel Алфред Хичкок е поискал копие от новините, за да го използва за последния си трилър. Отношенията между Хънтър, авторът на сценария, и Хичкок по време на създаването на филма „Птиците“ е документирано от сценариста в автобиографията му от 1997 г. „Аз и Хич“.

### Саундтрак
Хичкок решава да не използва никакво традиционно музикално оформление. Вместо това използва звукови ефекти и машината Mixtur-Trautonium, за да възпроизведе крясъците на птиците. Във филма е включена първата от 10-те арабески на Клод Дебюси, която героинята на Типи Хедрен свири на пиано, както и американска версия на шотландска народна песен, която е изпята от децата в училището.

### Премиера и награди
Премиерата на филма е на 28 март 1963 г. в Ню Йорк. Типи Хедрен получава Златен глобус за изгряваща звезда на годината през 1964 г. През 1991 г. филмът печели наградата Horror Hall of fame.